# الانتخابات الرئاسية التركية 1946
الانتخابات الرئاسية التركية لسنة 1946 جرت بتاريخ 5 أغسطس 1946، اجتمعت الجمعية الوطنية الكبرى لاختيار رئيس الجمهورية للمرة الثامنة مند اعلان الجمهورية، حيث تقدم ثلاثة مرشحين للمنصب وهم المشير فوزي جاكماق رئيس الأركان السابق والناطق السابق باسم البرلمان عن حزب الديمقراطية، كما ترشح يوسف كمال تنغيرشنك نائب عن منطقة سينوب والذي شغل عدة مناصب مهمة في الدولة عن نفس الحزب، كما ترشح كذلك للمرة الثالثةعصمت إينونو وعلى إثره اسفرت النتائج عن انتخاب عصمت إينونو رئيسا للجمهورية للمرة الثالثة على التوالي.

## التصويت
| إنتخاب رئيس الجمهورية التركية 5 أغسطس 1946 | إنتخاب رئيس الجمهورية التركية 5 أغسطس 1946 | إنتخاب رئيس الجمهورية التركية 5 أغسطس 1946 | إنتخاب رئيس الجمهورية التركية 5 أغسطس 1946 |
| ------------------------------------------ | ------------------------------------------ | ------------------------------------------ | ------------------------------------------ |
| عدد أعضاء المجلس                           | عدد أعضاء المجلس                           | عدد أعضاء المجلس                           | 465                                        |
| الحاضرون في التصويت                        | الحاضرون في التصويت                        | الحاضرون في التصويت                        | 449                                        |
| الغائبون عن التصويت                        | الغائبون عن التصويت                        | الغائبون عن التصويت                        | 16                                         |
| الأصوات الباطلة أو الإمتناع                | الأصوات الباطلة أو الإمتناع                | الأصوات الباطلة أو الإمتناع                | 0                                          |
| المترشح                                    | الإنتماء الحزبي                            | النتيجة                                    | النسبة                                     |
| عصمت إينونو                                | حزب الشعب الجمهوري                         | 388                                        | 83,4%                                      |
| فوزي جاكماق                                | حزب الديمقراطية                            | 59                                         | 12,7%                                      |
| يوسف كمال تنغيرشنك                         | حزب الديمقراطية                            | 2                                          | 0,4%                                       |
| نسبة المشاركة                              | نسبة المشاركة                              | نسبة المشاركة                              | 95,5%                                      |